# Bankisus oculatus
Bankisus oculatus är en insektsart som beskrevs av Longinos Navás 1912. 
Bankisus oculatus ingår i släktet Bankisus och familjen myrlejonsländor. Inga underarter finns listade i Catalogue of Life.